# Okres Piešťany
Okres Piešťany je jeden z okresů Slovenska. Leží v Trnavském kraji, v jeho východní části. Na jihu hraničí s okresem Hlohovec a Trnava, na severu s okresem Myjava a okresem Nové Mesto nad Váhom v Trenčínském kraji. Na východě ještě sdílí svoji hranici s okresem Topoľčany v Nitranském kraji.